# Piskî-Udaiski, Ciornuhî
Piskî-Udaiski (în ucraineană Піски-Удайські) este un sat în comuna Mokiivka din raionul Ciornuhî, regiunea Poltava, Ucraina.

## Demografie
Componența lingvistică a localității Piskî-Udaiski
     Ucraineană (97,21%)
     Rusă (2,23%)
     Alte limbi (0,56%)
Conform recensământului din 2001, majoritatea populației localității Piskî-Udaiski era vorbitoare de ucraineană (97,21%), existând în minoritate și vorbitori de rusă (2,23%).